# Großbottwar
Großbottwar – miasto w Niemczech, w kraju związkowym Badenia-Wirtembergia, w rejencji Stuttgart, w regionie Stuttgart, w powiecie Ludwigsburg. Leży nad rzeką Bottwar, ok. 15 km na północ od Ludwigsburga. Znajduje się na szlaku turystycznym wirtemberskiego regionu winnego (Württemberg Weinstraße). Obszar ten był zamieszkany już w epoce kamienia, a w starożytności był okupowany przez Rzymian. Miasto zostało założone w połowie XIII wieku przez związek prominentnych rodzin. W roku 1971 Großbottwar wchłonęło niezależne dotąd miejscowości: Hof, Lembach i Winzerhausen.
Inaczej niż większość miast w okolicy, Großbottwar uniknęło większych zniszczeń wojennych czy pożarów, dzięki czemu liczne zabytkowe budynki, nawet z XV-XVII wieku, z ich oryginalną i dobrze zachowaną strukturą muru pruskiego można podziwiać do dziś. XVI-wieczny ratusz słynie ze swej na wpół drewnianej konstrukcji i bogato rzeźbionej fasady. Oberża Stadtschänke, powstała zapewne przed rokiem 1434, jest najstarszym budynkiem z muru pruskiego w powiecie.

## Historia

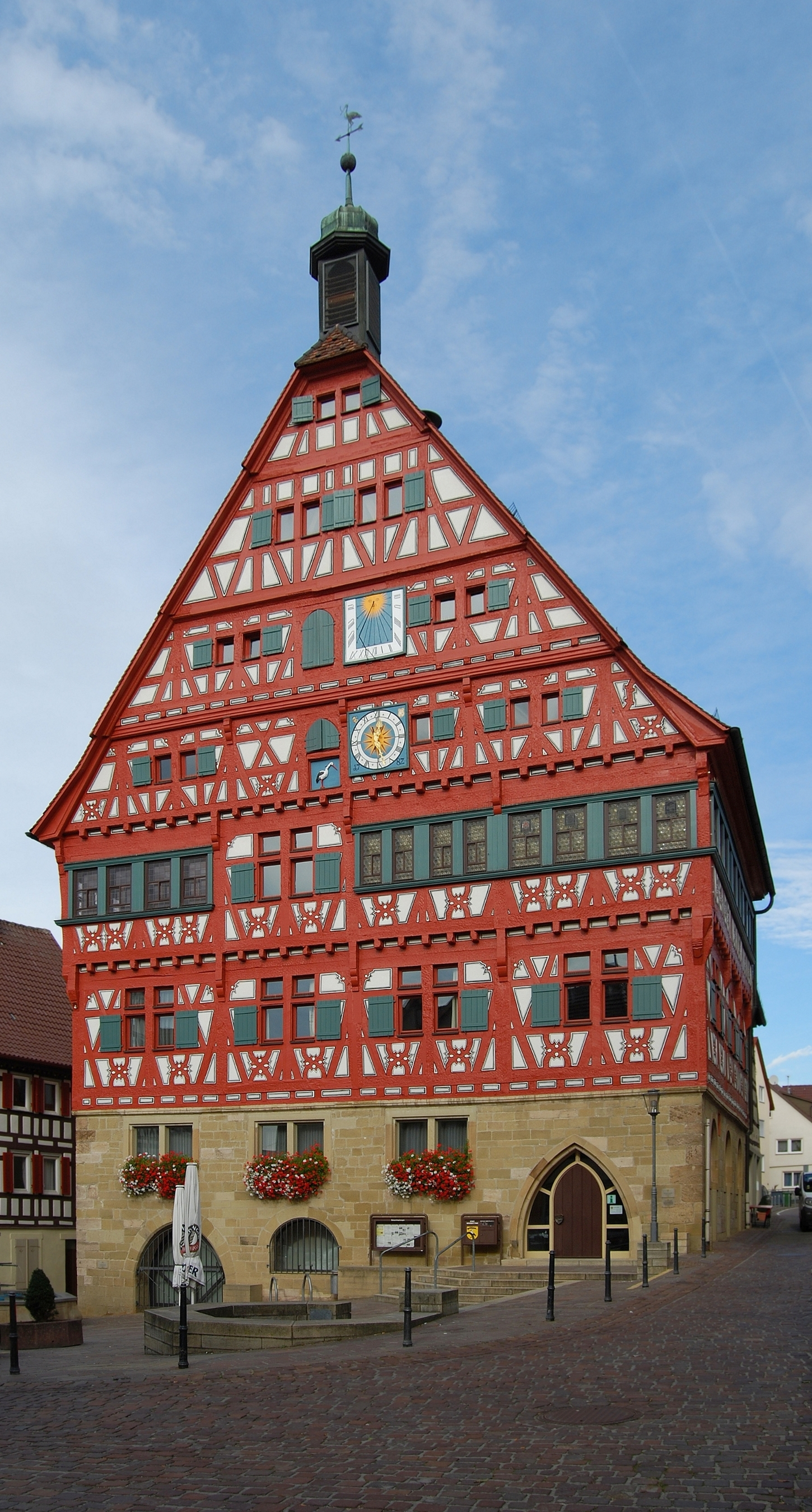
Ratusz w Großbottwar z lat 1553/56

Znaleziska archeologiczne potwierdzają, że rejon dzisiejszego Großbottwaru był zamieszkany już w czasach wczesnego paleolitu. Znaleziono także pozostałości trzech willi rzymskich z lat 150-260 ne. Około roku 200 znajdowała się tu cegielnia, własność Gaiusa Longiniusa Speratusa. Cegły formowane w tym miejscu były sygnowane stemplem odciskowym GLSP, a ich przykłady znaleziono między innymi w miejscowościach Weinsberg i Walheim.
Okoliczne terytoria, wymieniane w dokumentach jako Boteburon, zostały oddane w darze klasztorowi w Fuldzie w roku 779. Pochodzenie nazwy Boteburon jest niejasne. Istniejąca tam nienazwana wieś (być może właśnie Boteburon) skupiała się wokół kościoła św. Marcina (St. Martin) i należała do księstwa Frankonii.
Großbottwar powstało w najbliższej okolicy i po raz pierwszy opisane zostało jako urbs (miasto) w roku 1279. Miasto ufundował związek trzech rodzin: dwóch szwabskich i jednej austriackiej oraz właścicieli pobliskiego zamku Lichtenberg. W roku 1357 Lichtenbergowie sprzedali zamek, a władzę – także nad miastem – przejął Eberhard II Wirtemberski.
Około roku 1490 w mieście powstała znana w okolicy szkoła łacińska, w której kontynuowano nauczanie klasyczne aż do roku 1925.

## Współpraca
Miejscowość partnerska:
- Illnau-Effretikon, Szwajcaria

## Zabytki
Großbottwar leży na szlaku Württemberg Weinstraße, czyli szlaku winnym Wirtembergii. Stare miasto szczęściem – na przestrzeni dziejów – uniknęło zniszczeń wojennych i większych pożarów, dzięki czemu jest do dziś świetnie zachowanym zabytkiem średniowiecza. Wiele budowli z muru pruskiego, pochodzących z XV-XVII wieku, istnieje do dziś, podobnie jak część murów obronnych, aczkolwiek w latach 1820–1837 wyburzono całe dzielnice miasta, nie troszcząc się o zachowanie obiektów zabytkowych.
Pomnikową budowlą miasta jest historyczny ratusz, zbudowany w latach 1553–1556. Uwagę zwraca wyrafinowana struktura muru pruskiego ozdobiona licznymi płaskorzeźbami, zegarem mechanicznym i słonecznym, a także ruchomą sylwetką bociana, który kiwa głową gdy zegar mechaniczny wybija godzinę. Zegar skonstruował Matthäus Hahn w roku 1776. W pierwszych latach istnienia ratusza na parterze znajdowała się ogólnie dostępna piekarnia. Nad nią była sala balowa i szkoła tańca, a na drugim piętrze mieścił się sąd. Władze miasta zajmowały niewielkie pomieszczenia na trzecim i czwartym piętrze budynku.
Przypuszcza się, że fontanna stojąca przed ratuszem, znajduje się tam od założenia miasta. Fontanna została odnowiona w roku 1774, ale zdobiący ją lew z piaskowca szybko uległ erozji. Dlatego w roku 1873 kamiennego lwa zastąpił żeliwny. Ponownej renowacji fontanny dokonano w latach trzydziestych XX wieku, a lwa zastąpiła postać siewcy.
Innym znanym budynkiem z muru pruskiego jest oberża Stadtschänke, którą prawdopodobnie zbudowano w roku 1434. Stadtschänke jest najstarszym tego typu budynkiem w powiecie, na dodatek wciąż oferującym gościom pokoje i posiłki.